# Bastionul blănarilor și lăcătușilor din Târgu Mureș
Bastionul blănarilor și lăcătușilor (în maghiară Szücsök és lakatosok bástyája) face parte din sistemul de fortificație a cetății medievale din Târgu Mureș fiind construită și administrată de breslele orașului liber regesc. Breslele au fost asociațile profesionale si voluntare de meșteșugari aparținând unei meserii care au apărut în Evul Mediu după modelul localităților din Transilvania și au funcționat în incinta cetății până la ocuparea de armata austriacă.

## Istoric
Bastionul blănarilor și lăcătușilor este o construcție de fuziune între două turnuri aflate în administrarea breslelor respective pe latura sudică a cetății medievale din Târgu Mureș. Bastionul blănarilor a fost construit probabil în 1629. În aceeași perioadă în Bastionul lăcătușilor, care aparținea incintei din secolul al XV-lea și se afla în fața turnului nou, spre interior, s-a amenajat o scară de acces.

## Imagini

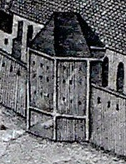
Bastionul pe gravura lui István Mikolai Tóth (1822)